# Effeltrich
Effeltrich – miejscowość i gmina w Niemczech, w kraju związkowym Bawaria, w rejencji Górna Frankonia, w regionie Oberfranken-West, w powiecie Forchheim, siedziba wspólnoty administracyjnej Effeltrich. Leży przy autostradzie A73.
Gmina leży 6 km na południe od centrum Forchheimu i 23 km na północ od Norymbergi.

## Polityka
Wójtem jest Richard Schmidt. Rada gminy składa się z 15 członków:
|      | CSU | WolniWyborcy | Die Effeltricher Liste | Lista Obywatelska Gaiganz | Razem     |
| 2002 | 4   | 7            | 2                      | 2                         | 15 miejsc |

## Zabytki i atrakcje
- tysiącletnia lipa
- Kościół pw. św. Jerzego (St. Georg)

## Galeria

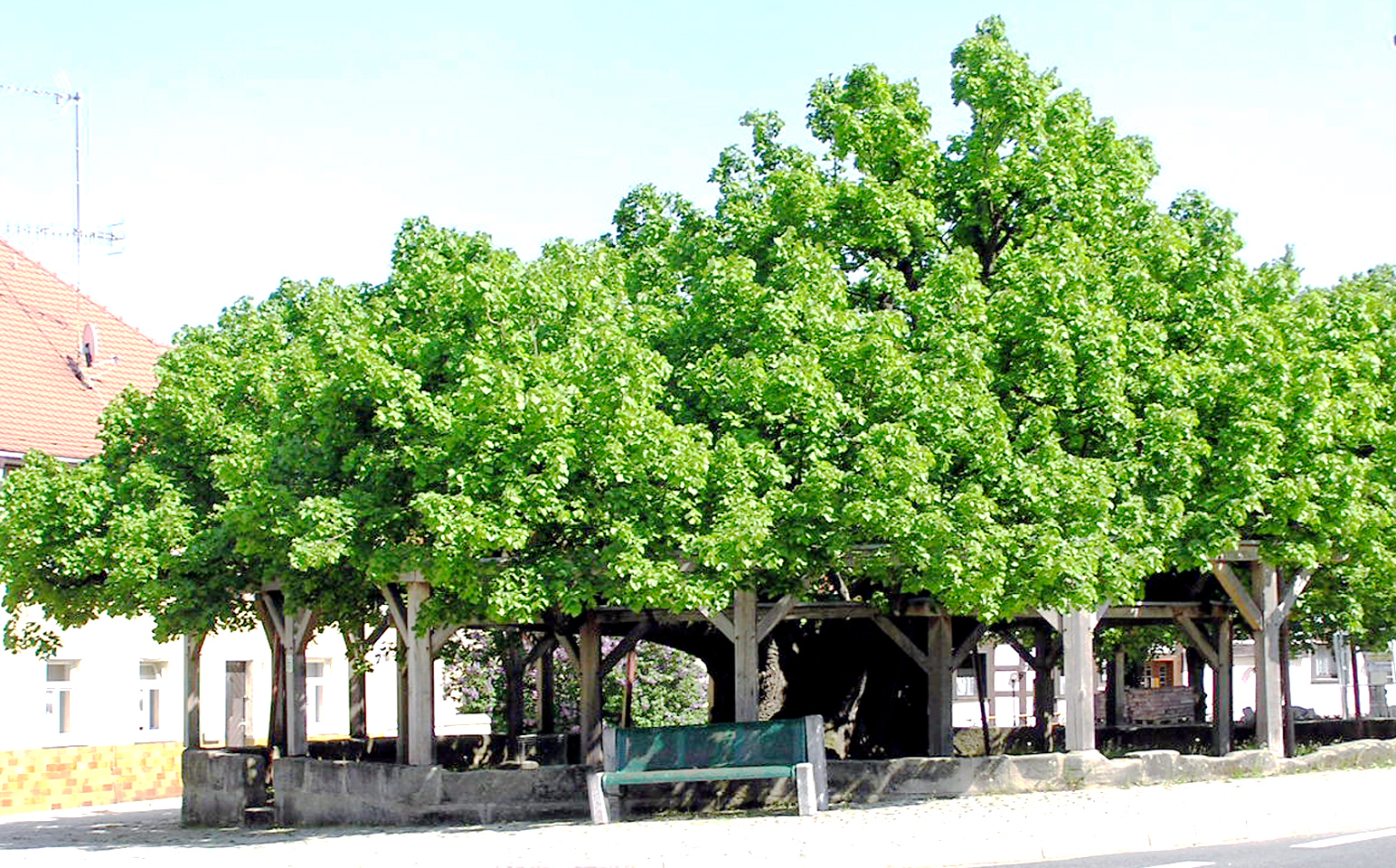
Tysiącletnia Lipa
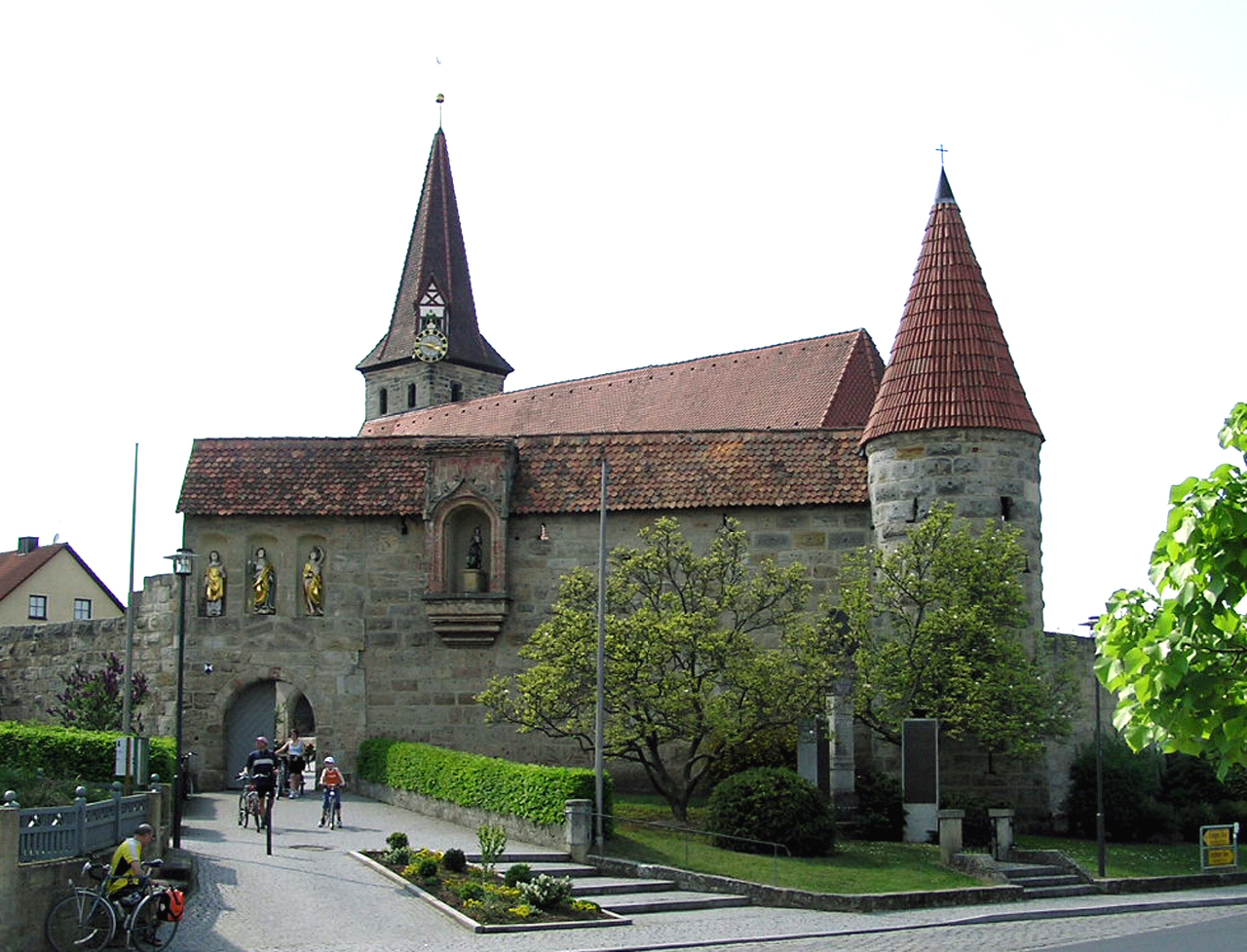
Kościół św. Jerzego (St. Georg)